# موفاسا: الأسد الملك
موفاسا: الأسد الملك (بالإنجليزية: Mufasa: The Lion King)‏ هو فيلم رسوم متحركة درامي موسيقي أمريكي معاد إنتاجه من إخراج باري جينكينز من سيناريو جيف ناثانسون. الفيلم من إنتاج أفلام والت ديزني، وهو مقدمة وتكملة لفيلم المعاد إنتاجه عام 2019 لفيلم الأسد الملك عام 1994، يعيد كل من دونالد غلوفر، سيث روجن، بيلي أيشنر، جون كاني، وبيونسيه أدوارهم من إعادة الإنتاج؛ تشمل قائمة الممثلين الجدد آرون بيير، كلفين هاريسون جونيور، تيفاني بون، مادس ميكلسن، ثاندي نيوتن، ليني جيمس، أنيكا نوني روز، وبلو آيفي كارتر في أول ظهور لها في فيلم روائي طويل.
تم تأكيد تطوير الجزء السابق لفيلم الأسد الملك في سبتمبر 2020، حيث تم التعاقد مع جينكينز للاشراف على العملية الإخراجية، بينما أنهى ناثانسون مسودة السيناريو. وأُعلن عن اختيار بيير وهاريسون جونيور كممثلين صوتيين في أغسطس 2021، ثم تم الإعلان عن اختيار المزيد من الممثلين بين سبتمبر 2022 وأبريل 2024. تم الإعلان عن الفيلم رسميًا عندما تم الكشف عن عنوانه الرسمي في سبتمبر 2022 في إعلان معرض دي 23 إكسبو 2022. تباطأ الإنتاج في الفيلم في يوليو 2023 بسبب إضراب نقابة ممثلي الشاشة ورابطة ممثلي الشاشة الأمريكية عام 2023. من المقرر إطلاق فيلم الأسد الملك في الولايات المتحدة من قبل استوديوهات والت ديزني موشن بيكتشرز في 20 ديسمبر 2024.

## طاقم مؤدي الصوت
- آرون بيير بدور موفاسا، وهو أسد يتيم يكبر ليصبح الملك المستقبلي لأرض الكبرياء وأب سيمبا.
  - برايلين وبرييل رانكينز يؤديان صوت موفاسا كشبل
  - تم استخدام تسجيلات أرشيفية لـ جيمس إيرل جونز بدور موفاسا أثناء افتتاح الفيلم. توفي جونز قبل ثلاثة أشهر من إطلاق الفيلم؛ تم تخصيصه لذكراه.[7]
- كلفين هاريسون جونيور بدور تاكا، أمير الأسد الصغير، والأخ المتبني لموفاسا، وابن إيشي وأوباسي. أصبح يُعرف لاحقًا باسم سكار، الخصم الرئيسي في الفيلم الأصلي.
  - ثيو سومولو يؤدي صوت تاكا في دور شبل
- جون كاني في دور رافيكي، قرد حكيم يعمل كشامان في أرض الكبرياء، وصديق مقرب لموفاسا، يروي قصته لكيارا وتيمون وبومبا.
  - كاغيسو لوديغا في دور رافيكي الصغير
- سيث روجن في دور بومبا، خنزير بري مرح تصادق مع سيمبا عندما كان شبلاً.
- بيلي أيشنر في دور تيمون، قرد بري حكيم تصادق مع سيمبا عندما كان شبلاً.
- تيفاني بون بدور سارابي، أنثى لبؤة تصادق موفاسا وتاكا ورافيكي وزازو، وتكبر لتصبح ملكة أراضي الكبرياء وأم سيمبا.
- دونالد غلوفر بدور سيمبا، الملك الحالي لصخرة الكبرياء وابن موفاسا وسارابي.
- مادس ميكلسن بدور كيروس، الزعيم الهائل لمجموعة من الأسود البيضاء تُعرف باسم الغرباء، والذي يسعى للانتقام من موفاسا لقتله ابنه.
- ثاندي نيوتن بدور إيشي، والدة تاكا، وأم موفاسا بالتبني، ورفيقة أوباسي.
- ليني جيمس بدور أوباسي، والد تاكا، والد موفاسا بالتبني، ورفيقة إيشي، وزعيم مجموعته.
- بلو آيفي كارتر بدور كيارا، ابنة سيمبا ونالا، وحفيدة موفاسا وسارابي والأميرة الصغيرة لأراضي الكبرياء.
- بيونسيه نولز كارتر بدور نالا، زوجة سيمبا، وملكة أراضي الكبرياء، وزوجة ابن موفاسا وسارابي.
- بريستون نيمان بدور زازو، طائر صغير من طيور أبو قرن أحمر المنقار الجنوبي، وكشافة سارابي والرئيس المستقبلي لملك أراضي الكبرياء.
- أنيكا نوني روز بدور أفيا، والدة موفاسا البيولوجية.
- كيث ديفيد بدور ماسيغو، والد موفاسا البيولوجي.
- جوانا جونز في دور أكوا، إحدى أخوات كيروس.
- فولاكي أولوفوييكو بدور أمارا، إحدى أخوات كيروس.
- ثوسو مبيدو بدور جونيا، قرد الزيتون، صديقة رفيقي وعضو في قواتها.
- شيلا أتيم بدور أجاري، الزرافة، صديقة موفاسا منذ الطفولة وقائدة قطيعها.
- عبدال ساليس بدور تشيجارو، عم تاكا، عم موفاسا بالتبني وأخ أوباسي.
- ديريك إل. ماكميلون في دور موسي، جاموس الرأس، صديق أجاري وموفاسا وقائد قطيعه.
- مايسترو هاريل بدور إيناكي، أسد أبيض وعضو سابق في جماعة الغرباء الذي أكلته اللبؤات لفشله في إنقاذ ابن كيروس.
- إيه جي بيكلز بدور أزيبو، قرد زيتوني وصديق جونيا في فرقة جونيا.
- ديفيد إس لي بدور موبو، قرد زيتوني آخر وصديق جونيا في فرقة جونيا.
- دومينيك جينينغز بدور سارافينا، والدة نالا، وصديقة سارابي.

## روابط خارجية
- موفاسا: الأسد الملك على موقع IMDb (الإنجليزية)
- موفاسا: الأسد الملك على موقع ميتاكريتيك (الإنجليزية)
- موفاسا: الأسد الملك على موقع روتن توميتوز (الإنجليزية)
- موفاسا: الأسد الملك على موقع ألو سيني (الفرنسية)
- موفاسا: الأسد الملك على موقع أول موفي (الإنجليزية)
- موفاسا: الأسد الملك على موقع فيلمافينيتي (الإسبانية)
- موفاسا: الأسد الملك على موقع قاعدة بيانات الأفلام السويدية (السويدية)
- موفاسا: الأسد الملك على موقع قاعدة بيانات الفيلم (الإنجليزية)
- موفاسا: الأسد الملك على موقع ليتربوكسد (الإنجليزية)
- موفاسا: الأسد الملك على موقع كينوبويسك (الروسية)